# Richard Wagner (família)
Carl Friedrich Wilhelm Wagner, * 1770 † 1813, escrivão de policia,
 ∞ 1798 Johanna Rosine Pätz * 1778 † 1848 (divorciada em 1814 casou com o pintor Ludwig Geyer * 1779 † 1821, de quem há rumores sobre a paternidade de Richard Wagner).
1. Albert Wagner, * 1799 † 1874, cantor de ópera e diretor,
 ∞ 1828 Elise Gollmann, * 1800 † 1864,
  1. Franziska Wagner, * 1829 † 1895,
 ∞ 1854 Alexander Ritter * 1833 † 1896, músico e compositor
  2. Marie Wagner, * 1831 † 1876,
 ∞ 1851 Karl Jacoby, comerciante
  3. Johanna Wagner (adotivo), * 1826 † 1894, filha de Eduard Freiherr von Bock von Wülfingen, atriz e cantora de ópera,
 ∞ 1859 Alfred Jachmann, * 1829 † 1918, administrator distrital
2. Carl Gustav Wagner, * 1801 † 1802
3. Rosalie Wagner, * 1803 † 1837, atriz,
 ∞ 1836 Oswald Marbach, * 1810 † 1890, professor universitário
4. Carl Julius Wagner, * 1804 † 1862
5. Luise Wagner, * 1805 † 1872, atriz,
 ∞ 1828 Friedrich Brockhaus,* 1800 † 1865, editor
6. Klara Wagner, * 1807 † 1875, cantora de opera,
 ∞ 1829 Heinrich Wolfram, * 1800 † 1874, cantor de opera, depois comerciante
7. Maria Theresia Wagner, * 1809 † 1814
8. Ottilie Wagner, * 1811 † 1883,
 ∞ 1836 Hermann Brockhaus, * 1806 † 1877, orientalist
9. Richard Wagner, * 1813 † 1883, compositor,
 ∞ 1. 1836 Minna Planer, * 1809 † 1866, atriz
 ∞ 2. 1870 Cosima Liszt, * 1837 † 1930, filha de Franz Liszt e Marie d'Agoult, divorciada em 1869 do maestro Hans von Bülow, mãe de três crianças (depois de duas outras crianças com von Bülow):
  1. Isolde Ludowitz von Bülow, * 1865 † 1919,
 ∞ 1900 Franz Beidler, * 1872 † 1930, diretor musical
    1. Franz Wilhelm Beidler, * 1901 † 1981

  2. Eva von Bülow, * 1867 † 1942,
 ∞ 1908 Houston Stewart Chamberlain, * 1855 † 1927, autor
  3. Siegfried Wagner, * 1869 † 1930, compositor, maestro e diretor,
 ∞ 1915 Winifred Marjorie Williams, * 1897 † 1980, filha adotiva do pianista Karl Klindworth
    1. Wieland Wagner, * 1917 † 1966,diretor,
 ∞ 1941 Gertrud Reissinger, * 1916 † 1998, bailarino e coreógrafo
      1. Iris Wagner, * 1942
      2. Wolf-Siegfried Wagner, * 1943,
∞ 1. Malo Osthoff
∞ 2. Eleonore Gräfin Lehndorff
        1. Joy Olivia Wagner

      3. Nike Wagner, * 1945, dramaturgo e publicista,
∞ 1. Jean Launay
∞ 2. Jürg Stenzl, * 1942, musicologista
        1. Louise Launay

      4. Daphne Wagner, * 1946, atriz
∞ 1. Udo Proksch, * 1934 † 2001 empresário e industrial (envolvido no caso Lucona)
 ∞ 2. Tilman Spengler, * 1947 autor e editor

    2. Friedelinde Wagner, * 1918 † 1991
    3. Wolfgang Wagner, * 1919 † 2010 diretor,
 ∞ 1. 1943 Ellen Drexel, * 1919 † 2002, divorciada 1976;
 ∞ 2. 1976 Gudrun Mack-Armann, * 1944 † 2007
      1. Eva Wagner-Pasquier, * 1945, theatre manager,
 ∞ Yves Pasquier, produtora cinematográfica
        1. Antoine Amadeus Pasquier, * 1982

      2. Gottfried Wagner, * 1947, musicologista,
∞ 1. Beatrix Kraus
∞ 2. Teresina Rosetti
        1. Eugenio Wagner

      3. Katharina Wagner, * 1978, gerente de teatro

    4. Verena Wagner, * 1920,
 ∞ 1943 Bodo Lafferentz, * 1897 † 1974, membro Partido Nazista e SS Obersturmbannführer
      1. Améli Lafferentz, * 1944,
∞ Manfred Hohmann
        1. Christopher Hohmann

      2. Manfred Lafferentz, * 1945
∞ Gunhild Mix
        1. Leif Lafferentz

      3. Winifred Lafferentz, * 1947,
∞ Paul Arminjon
        1. Wendy Arminjon
        2. Mathias Arminjon

      4. Wieland Lafferentz, * 1949,
∞ Isabella Weiß
        1. Verena Maja Lafferentz, cantora de jazz

      5. Verena Lafferentz, * 1952,
∞ Tilo Schnekenburger